# Xylocampa wrighti
Xylocampa wrighti là một loài bướm đêm trong họ Noctuidae.